# 1300 (szám)
Az 1300 az 1299 és az 1301 közötti természetes szám. Mivel osztható számjegyeinek összegével, Harshad-szám. Összetett szám. Osztóinak összege 3038. Normálalakja {\displaystyle 1,3\cdot 10^{3}}. Római számmal: MCCC. Kettes számrendszerben 10100010100, nyolcas számrendszerben 2424, hexadecimális alakban 514.